# جدا باهم
جدا باهم (چینی ساده: 团圆; چینی سنتی: 團圓; پین‌یین: Tuán yuán و به انگلیسی: Apart Together)؛ فیلمی با عنوانی متناقض، به کارگردانی وانگ کوانان در سبک درام است که در سال ۲۰۱۰ میلادی منتشر شد. فیلم در بخش رقابتی شصتمین دورهٔ جشنواره بین‌المللی فیلم برلین نامزد دریافت جایزه خرس طلایی بود و در نهایت موفق به کسب جایزه خرس نقره‌ای برای بهترین فیلم‌نامه شد. این اثر سینمایی در ۱۱ فوریه ۲۰۱۰ با حضور دیتر کاسلیک، سرپرست جشنواره و برند نویمان، وزیر فرهنگ آلمان به نمایش درآمد.
از بازیگران آن می‌توان به لیسا لو اشاره کرد.
فیلم بر اساس داستان واقعی جدایی خانواده‌ها در رویدادهای اواخر دههٔ ۱۹۴۰ میلادی در چین، ساخته شده است.